# Psylliodes defiguratus
Espèce
Psylliodes defiguratus est une espèce fossile d'insectes coléoptères de la famille des Chrysomelidae, sous-famille des Galerucinae, tribu des Alticini et du genre Psylliodes ou « coléoptère fléau ».

## Classification
L'espèce Psylliodes defiguratus est décrite en 1937 par le paléontologue français Théobald (1903-1978),. 

### Holotype fossile
L'holotype R138 de l'ère Cénozoïque, et de l'époque Oligocène et de l'âge Rupélien (33,9 à 28,1 Ma), vient de la collection Mieg, collection conservée au Musée d'histoire naturelle de Bâle. Ce spécimen provient du gisement de Kleinkembs (ou Kleinkems) oligocène, dans le Bade-Wurtemberg, sur la rive droite du Rhin.

### Étymologie
L'épithète spécifique defiguratus s'explique parce que l'insecte est incomplètement conservé.

## Description

### Caractères
Diagnose de Nicolas Théobald en 1937, : 

« Insecte incomplètement conservé, montre encore le prothorax, deux élytres et les restes des pattes postérieures. Élytres désarticulés et rabattus vers l'avant (bas de la figure). Prothorax élargi en arrière, plus large que long ; bord antérieur droit ; angles antérieurs arrondis ; angles postérieurs droits ; surface ponctuée et de teinte noire. pattes avec cuisses renflées. Élytres de même conformation que dans P. difficilis, mais un peu plus larges. ».

### Dimensions
La longueur de l'élytre est de 2 mm, et la largeur de 0,9 mm.

### Affinités
« Présente les mêmes caractères génériques que l'espèce précédente. Mais la taille est beaucoup plus petite et les élytres sont plus larges ; il en diffère aussi en ce sens que les angles postérieurs du prothorax ne sont pas arrondis. ».

## Galerie
- Quelques espèces vivantes du genre Psylliodes.
- L'altise de la pomme de terre ou Psylliodes affinis.
- Psylliodes chrysocephalus
- Psylliodes guatemalensis.
- Psylliodes napi.

### Publication originale
- [1937] Nicolas Théobald, « Les insectes fossiles des terrains oligocènes de France 473 p., 17 fig., 7 cartes,13 tables, 29 planches hors texte », Bulletin Mensuel de la Société des Sciences de Nancy et Mémoires de la Société des sciences de Nancy, Imprimerie G. Thomas,‎ 1937, p. 1-473 (ISSN 1155-1119 et 2263-6439, OCLC 786027547). .